# 弦楽四重奏曲第13番 (シューベルト)

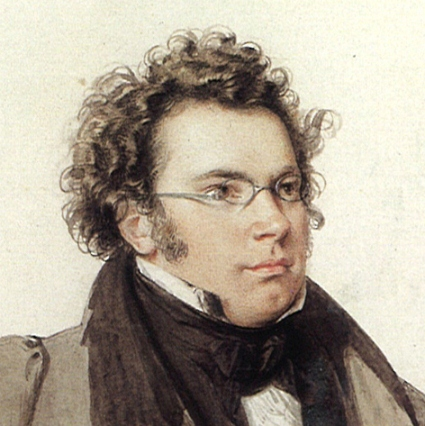
ヴィルヘルム・アウグスト・リーダーによるシューベルトの肖像画（1825年）

弦楽四重奏曲第13番 イ短調 作品29, D 804 は、フランツ・シューベルトが1824年に作曲した弦楽四重奏曲。第2楽章の主題が劇付随音楽『キプロスの女王ロザムンデ』（作品26, D 797）に基づいていることから『ロザムンデ』の愛称で知られる。

## 概要
シューベルトは1824年以降、歌曲の作曲から離れて室内楽に専念するようになり、本作は同年2月から3月にかけて作曲されているが、シューベルトが弦楽四重奏曲を作曲するのは、1820年に着手されたものの未完成に終わった前作『第12番 ハ短調《四重奏断章》』（D 703）から実に4年ぶりのことであった。また、本作とほぼ同時期に『第14番 ニ短調《死と乙女》』（D 816）も着手され、他にも『八重奏曲 ヘ長調』（作品166, D 803）や『四手のためのピアノソナタ ハ長調《グラン・デュオ》』（作品140, D 812）、四手のための『ハンガリー風ディヴェルティメント ト短調』（作品54, D 818）、『アルペジオーネソナタ イ短調』（D 821）も同じ年に書かれている。
初演は同年3月14日に、ベートーヴェン最晩年の弦楽四重奏曲の初演者として歴史に名を残したシュパンツィヒ弦楽四重奏団によって行われており、初演の際には特に第3楽章が好評で、聴衆の求めに応じてもう一度繰り返して演奏せねばならなかったと言われる（しかし、シューベルトは初演の出来に満足しなかったと伝えられる）。
楽譜は同年9月7日にザウアー・ウント・ライデスドルフより「作品29」として出版（これが作曲者の存命中に出版された唯一の弦楽四重奏曲となった）され、初演を行った弦楽四重奏団を率いたイグナーツ・シュパンツィヒに献呈された。

## 曲の構成
全4楽章、演奏時間は約30分。
- 第1楽章 アレグロ・マ・ノン・トロッポ
イ短調、4分の4拍子、ソナタ形式。
メランコリックな第1主題は、シューベルト最初期の歌曲『糸を紡ぐグレートヒェン』（作品2, D 118）に基づいている[2]。
- 第2楽章 アンダンテ
ハ長調、2分の2拍子（アラ・ブレーヴェ）、再現部が展開部を兼ねたソナタ形式。
お使いのブラウザーでは、音声再生がサポートされていません。音声ファイルをダウンロードをお試しください。
この楽章の主題は劇付随音楽『キプロスの女王ロザムンデ』（作品26, D 797）の間奏曲に基づいており、これが愛称の由来となった（この主題は後に『即興曲第3番 変ロ長調』（作品142-3, D 935-3）にも使用された）。
- 第3楽章 メヌエット：アレグレット - トリオ
イ短調、4分の3拍子、複合三部形式。
メヌエット主題は1819年に作曲された歌曲『ギリシャの神々』（D 677）に基づいている[3]。
- 第4楽章 アレグロ・モデラート
イ長調、4分の2拍子、再現部が展開部を兼ねたソナタ形式。